# Hongqi (bilmärke)
Hongqi (kinesiska: 红旗, Röda flaggan/fanan) är ett kinesiskt bilmärke ägt av statliga FAW. Det grundades ursprungligen 1958, vilket gör det till Kinas äldsta bilmärke.
Modellerna var ursprungligen avsedda för ledare inom kommunistpartiet. Under 1980-talet lades produktionen ned, men återuppstod 1990. Mellan 1990 och 2009 tillverkades modeller baserade på Audi 100, Lincoln Town Car och Toyota Crown Majesta. Under 2010-talet riktades märket åter mot kommunistledare.
Under 2020-talet började Hongqi lansera elbilmodeller på den europeiska marknaden. I Sverige säljas det av Hedin bil sedan 2022..

## Modeller i urval
|                    |
| Hongqi CA72 (1959) |

|                     |
| Hongqi CA770 (1967) |

|                     |
| Hongqi CA774 (1974) |

|                         |
| Hongqi CA7180A2E (2003) |

|                  |
| Hongqi H7 (2012) |

|                           |
| Hongqi H7 (2016 facelift) |

|            |
| Hongqi LS5 |

|                        |
| Hongqi L5 (sedan 2014) |

|                           |
| Hongqi E-QM5 (sedan 2021) |

|                           |
| Hongqi E-HS3 (sedan 2018) |